# Église de Rymättylä
L'église de Rymättylä (finnois : Rymättylän kirkko) est une église construite à Rymättylä en Finlande.

## Présentation
Sur la colline au-dessus de l'église se trouve le clocher en bois construit en 1769. 
Le clocher a deux cloches, la plus grande date de 1686 et la plus petite de 1741.
La Direction des musées de Finlande a classé l'église parmi les Sites culturels construits d'intérêt national.